# نیو کوآ ۱۵۰

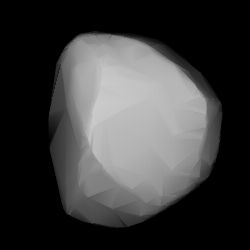
مدل سه‌بُعدی سیارک نیو کوآ ۱۵۰ بر اساس منحنی نور آن

سیارک ۱۵۰ (به انگلیسی: 150 Nuwa) صد و پنجاهمین سیارک کشف شده‌است که در ۱۸ اکتبر ۱۸۷۵ کشف شد.
قدر مطلق سیارک برابر ۸٫۲۳ است.